# FIAMM

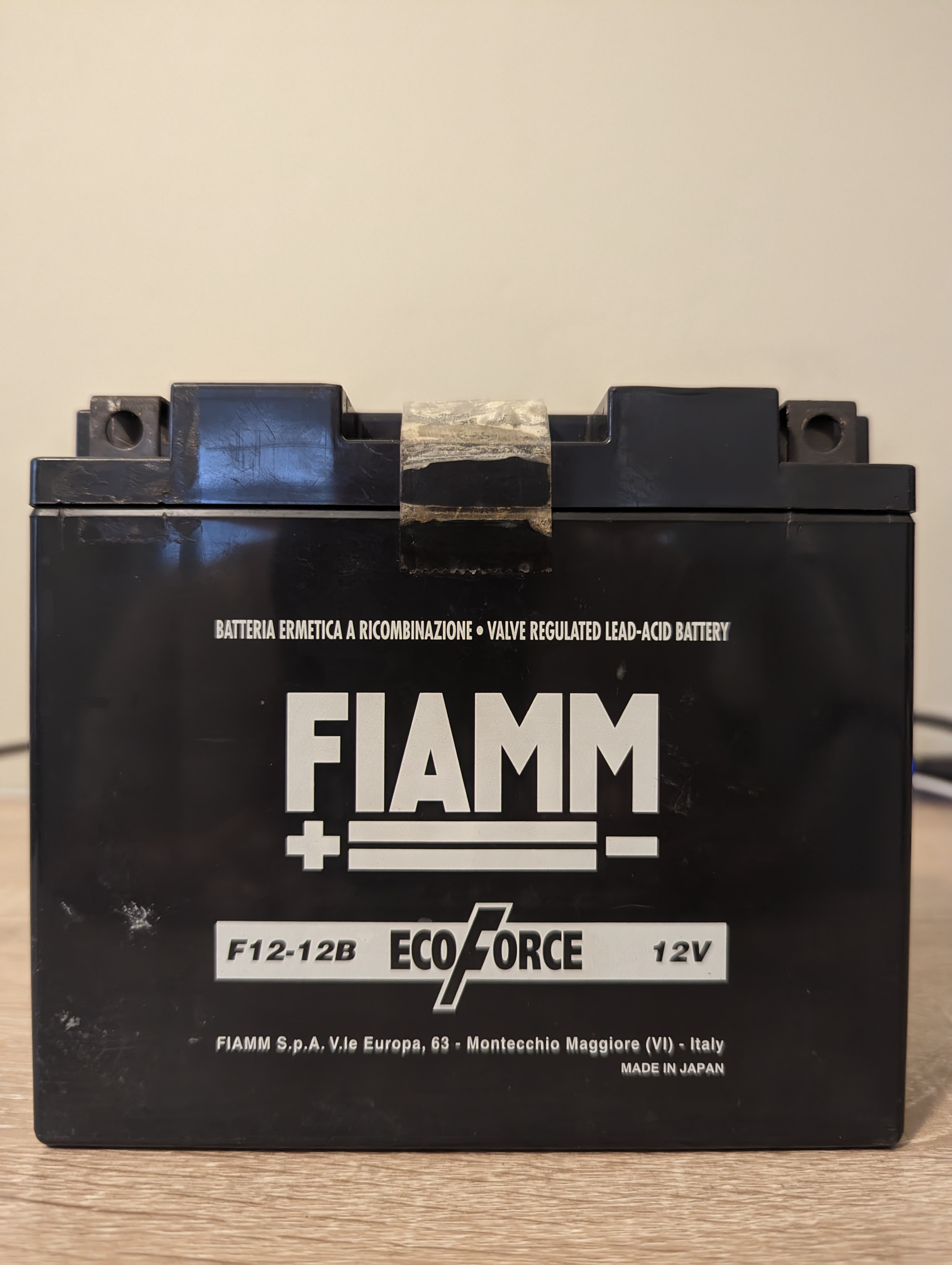
FIAMM Batterie für Motorräder

FIAMM (Akronym für italienisch Fabbrica Italiana Accumulatori Motocarri Montecchio) Energy Technology S.p.A ist ein multinationaler Konzern mit Sitz in Italien, der seit 2020 mehrheitlich zu Shōwa Denkō (vormals Hitachi Chemical) gehört. Er befasst sich mit der Herstellung und dem Vertrieb von Batterien und Akkumulatoren für Kraftfahrzeuge und Industrieanwendungen.
FIAMM wird auch als Markenname genutzt, für Waren, die von derzeit oder früher zum Konzern gehörenden Unternehmen hergestellt oder vertrieben werden.

## Geschichte
Die Firma wurde 1942 als Italienische Fabrik für Fahrzeugbatterien in Montecchio Maggiore gegründet.
1950 stellte FIAMM zusammen mit Automobilherstellern auf Messen aus. Es wurden Batterien für große Marken wie Ferrari oder den von Innocenti produzierten Lambretta-Roller geliefert.
In den 1970ern wurde FIAMM Erstausrüster von europäischen Automobilherstellern.
Ab 1980 exportierte die Firma stationäre Batterien in die USA und präsentierte sich als Sponsor im Motorsport.
Im Januar 2017 stimmte die Europäische Kommission dem Zusammenschluss von FIAMM mit Hitachi Chemical zu.
2020 erwirbt Shōwa Denkō 100 % von Hitachi Chemical und dadurch auch von FIAMM.